# Stortjärnen (Järvsö socken, Hälsingland)
Stortjärnen är en sjö i Ljusdals kommun i Hälsingland och ingår i Ljusnans huvudavrinningsområde.